# Lotissement de Super-Cannes
Le lotissement de Super-Cannes est un projet de lotissement non abouti, conçu en 1924 par la Société immobilière de Paris et du littoral, pour l'aménagement d'un domaine résidentiel à Cannes et Vallauris.

## Situation géographique
Les terrains concernés par le projet de lotissement sont situés sur les hauteurs du quartier Californie - Pezou à Cannes et dans la partie du bois de la Maure appartenant à la commune de Vallauris. Idéalement situés à une altitude de 270 mètres, ils bénéficient d'une vue panoramique sur la baie de Cannes et le golfe Juan, sur les massifs du Tanneron et de l'Esterel et sur les Alpes.

## Descriptif du projet
Dans l'objectif de lotir un domaine de 156 hectares, la Société immobilière de Paris et du littoral acquiert dès 1924 les terrains permettant de constituer le domaine résidentiel de « Super-Cannes » et débute des travaux de voirie et de réseaux divers. Elle fait réaliser un funiculaire en facilitant l'accès, complété par un boulevard de quatre kilomètres sur neuf mètres de largeur et par sept kilomètres de voies secondaires de six mètres de large. Elle prévoit d'associer au domaine résidentiel un palace, un belvédère, un tea-room et des commerces de luxe.

## Gouffre financier
Un premier observatoire en bois sur plan carré est érigé en 1925. Le funiculaire est mis en service en 1928. De fastueuses résidences sont construites dès 1928 comme la villa Bagatelle, pour le duc Auguste-Armand de La Force sur le lot 21. La mort de l'architecte la même année met fin au projet du Grand Hôtel de Super-Cannes. Le projet de lotissement se révèle un gouffre financier auquel la Société immobilière ne peut faire face. Les travaux de voirie sont interrompus et les terrains revendus en 1931. Les projets de belvédère et de tea-room prévus autour du château d'eau ne sont jamais réalisés. 1939 voit la construction d'un restaurant panoramique à l'emplacement de l'hôtel et l'observatoire en bois est remplacé en 1953 par une tour cylindrique en béton armé. L'exploitation du funiculaire s'interrompt en 1966, le restaurant est laissé à l'abandon et l'observatoire est condamné depuis 1986. Ce sont, avec les deux gares du funiculaire, les seuls vestiges du projet de lotissement du domaine de Super-Cannes par la Société immobilière de Paris et du littoral.

## Permis de construire refusé
D'une superficie de plus de 24 000 mètres carrés, l'ensemble des terrains supportant le restaurant, l'observatoire, la ligne du funiculaire et ses deux gares est acquis en 1989 par l'intermédiaire de la Société immobilière Large Vue Crissier (devenue Large Vue Maxilly) établie en Suisse, par la famille de l'émir d'Abou Dabi, Khalifa ben Zayed Al Nahyane. Un permis de construire pour l'édification d'une villa de 1 200 mètres carrés reliée à la gare de départ du funiculaire par une voie privée  est accordé en 1993 et annulé en 1994 par le tribunal administratif, la voie empiétant sur le domaine public.
Le site est dès lors laissé à l'abandon,.

## Protection du patrimoine
Le projet de lotissement, dont le cœur se situe au numéro 10 de l'avenue de l'observatoire, est versé en 2001 à l'inventaire général du patrimoine culturel au titre du recensement du patrimoine balnéaire de même que les projets non réalisés du Grand Hôtel, du belvédère et du tea-room prévus autour du château d'eau. L'observatoire et le restaurant sont répertoriés dans cette même étude, menée de 1983 à 1987 par François Fray et Camille Milliet-Mondon pour le service de l'Inventaire général de la région Provence-Alpes-Côte d'Azur, qui présente également dans ce cadre la villa Bagatelle.

### Galerie

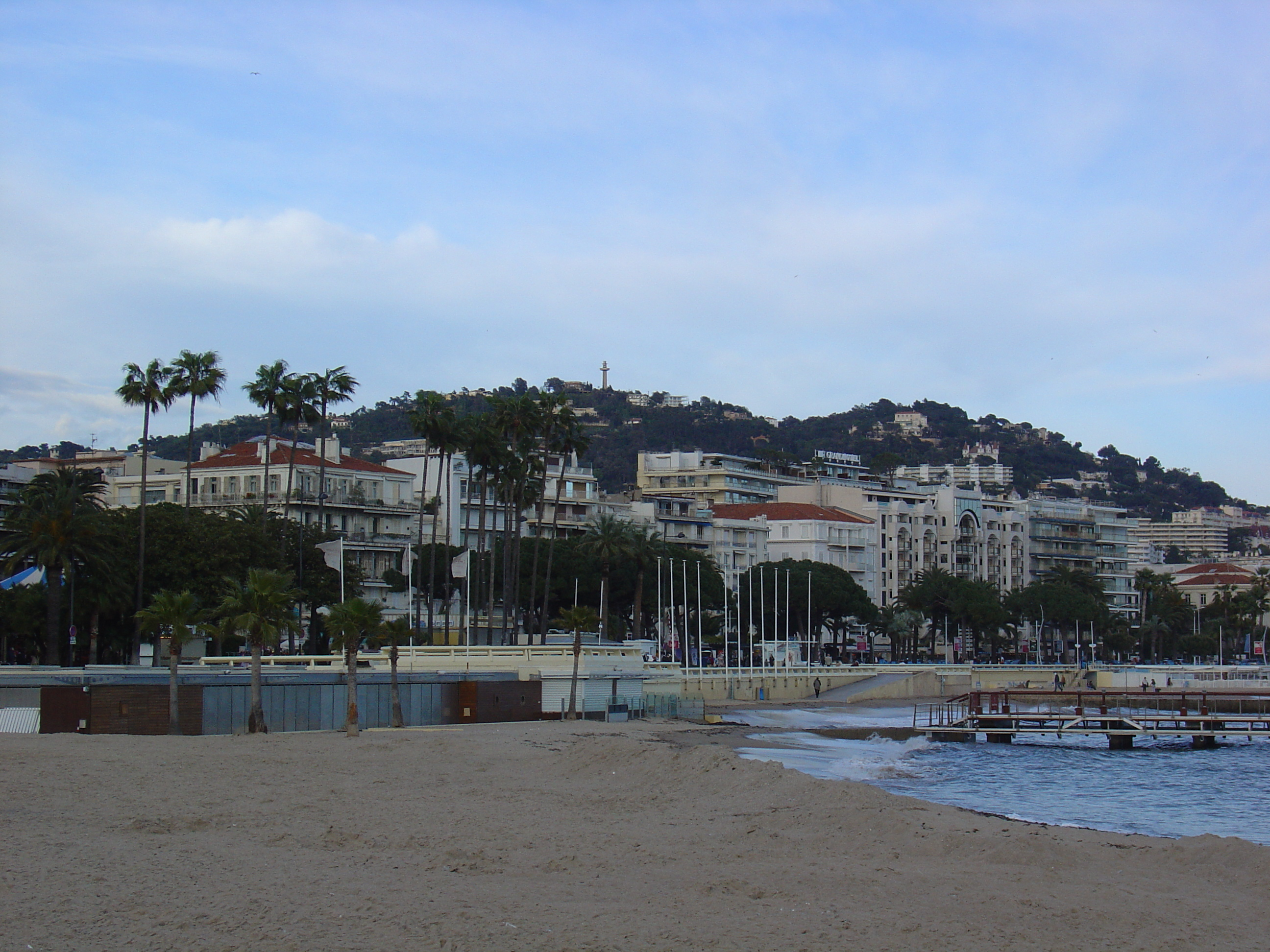
Vue sur le massif de la Californie, avec au sommet l'observatoire de Super-Cannes, depuis la Croisette.
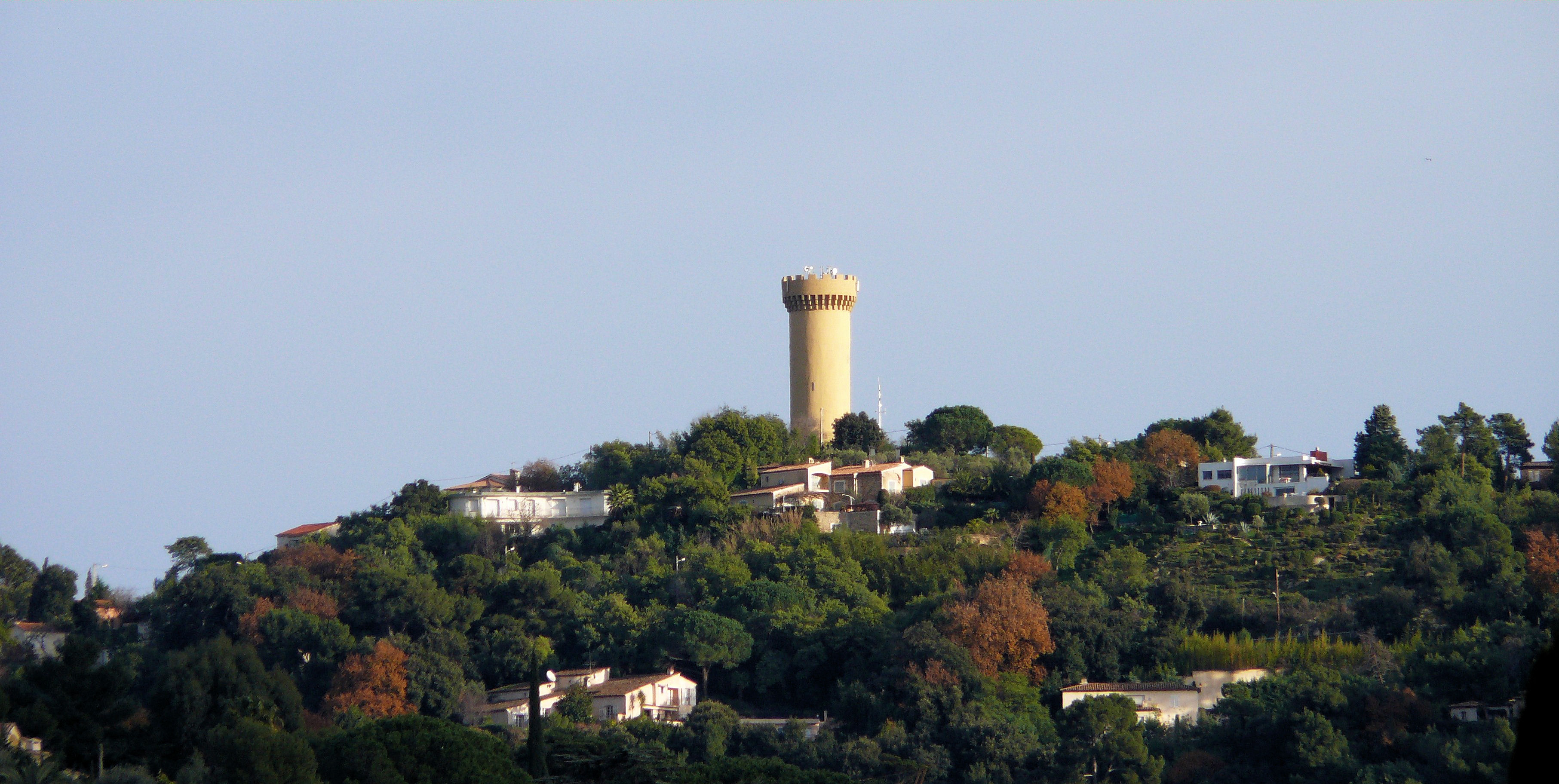
Vue sur le château d'eau qui devait accueillir le belvédère et le tea-room, depuis les pentes de la Californie.
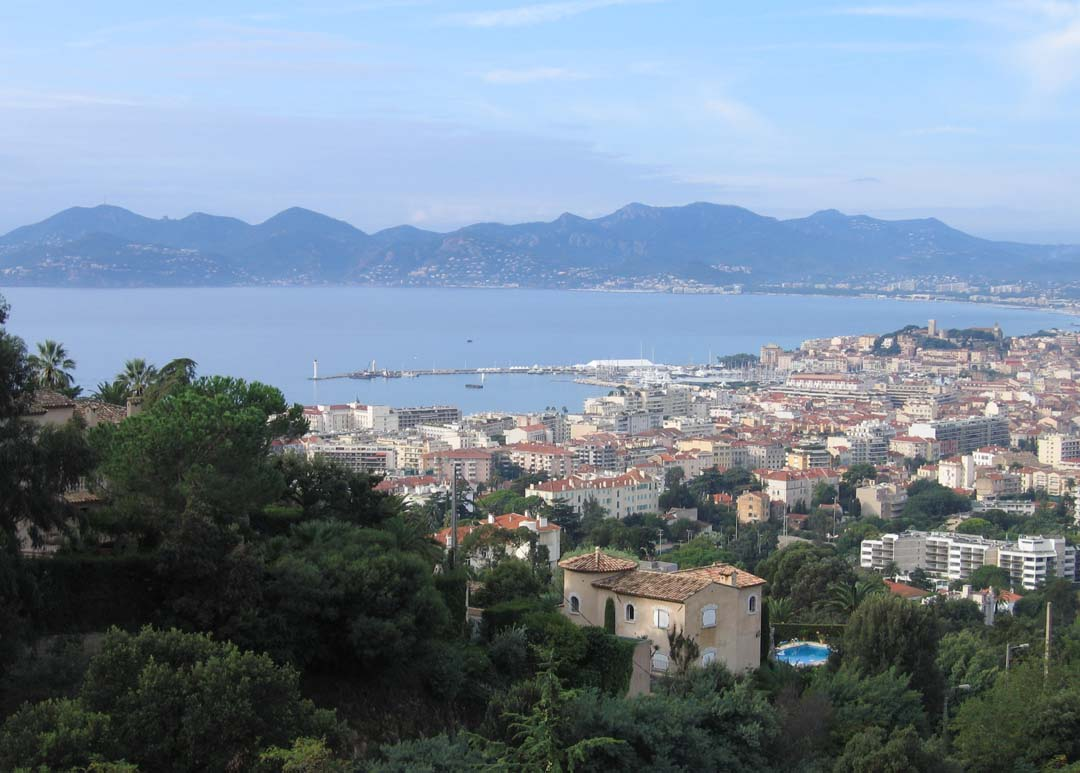
Vue sur l'Esterel, la baie et la ville de Cannes depuis Super Cannes.
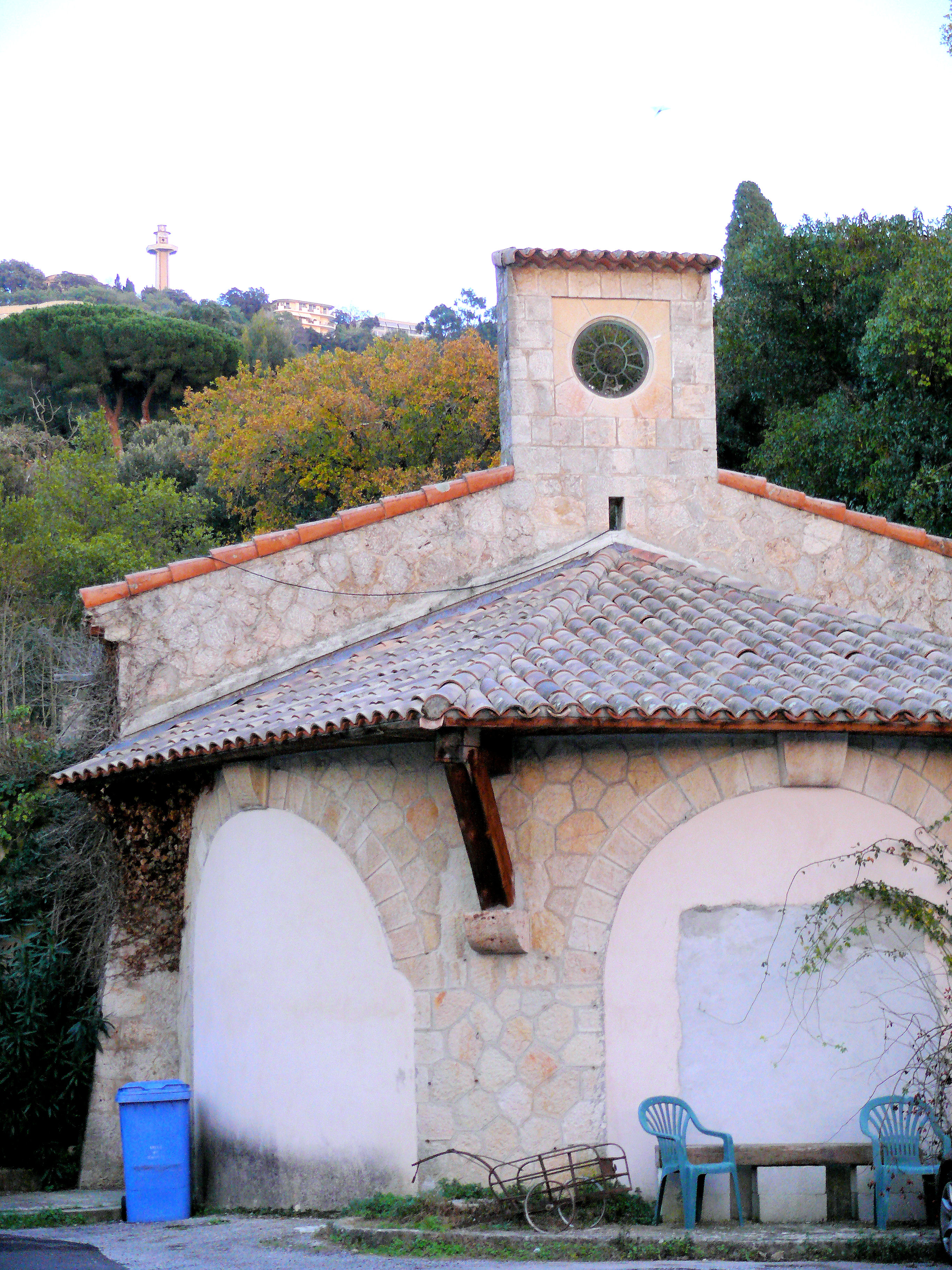
La gare de départ du funiculaire, au pied de la Californie, et l'observatoire dans le lointain.
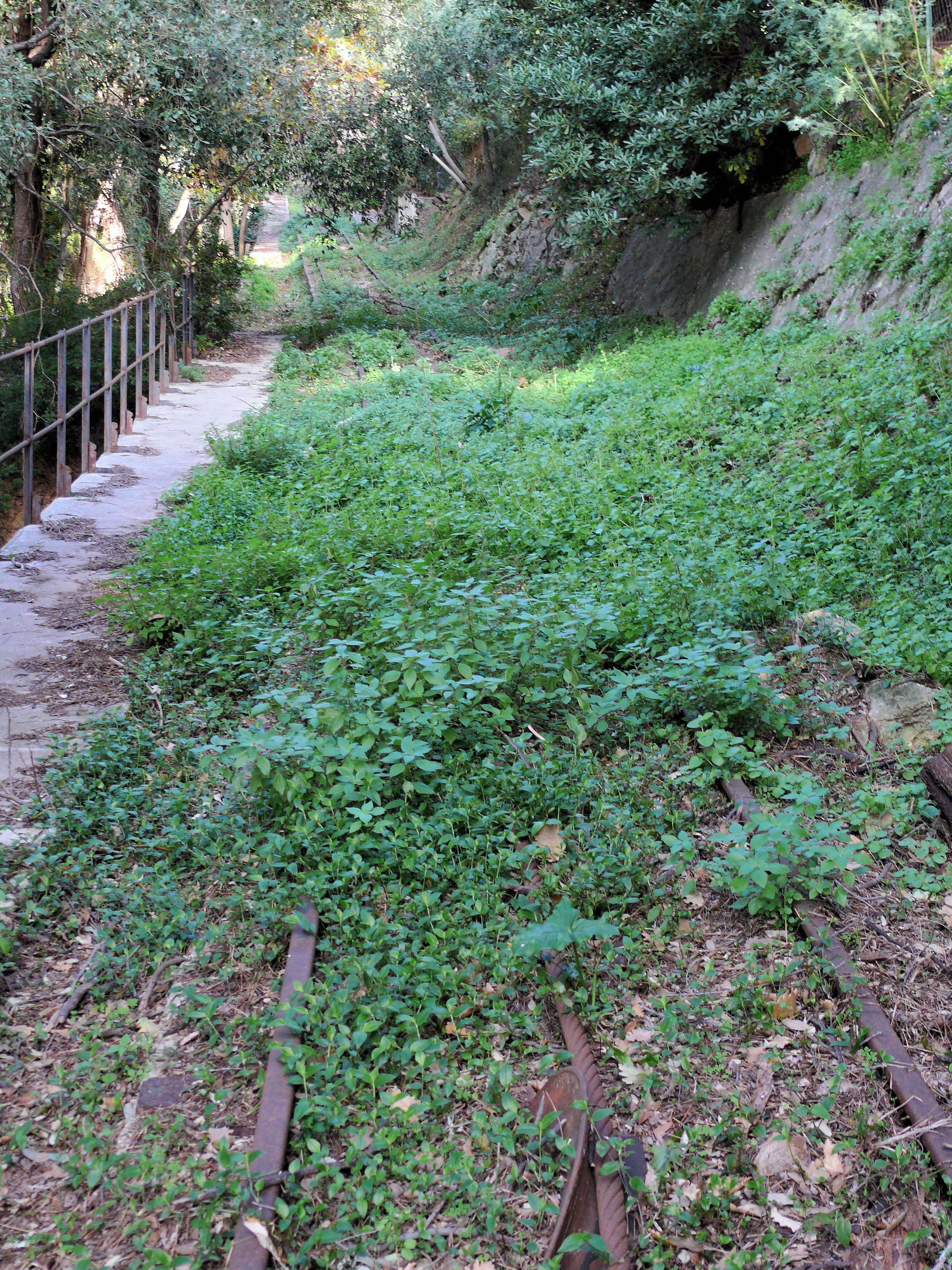
Le cheminement des rails dans la végétation.
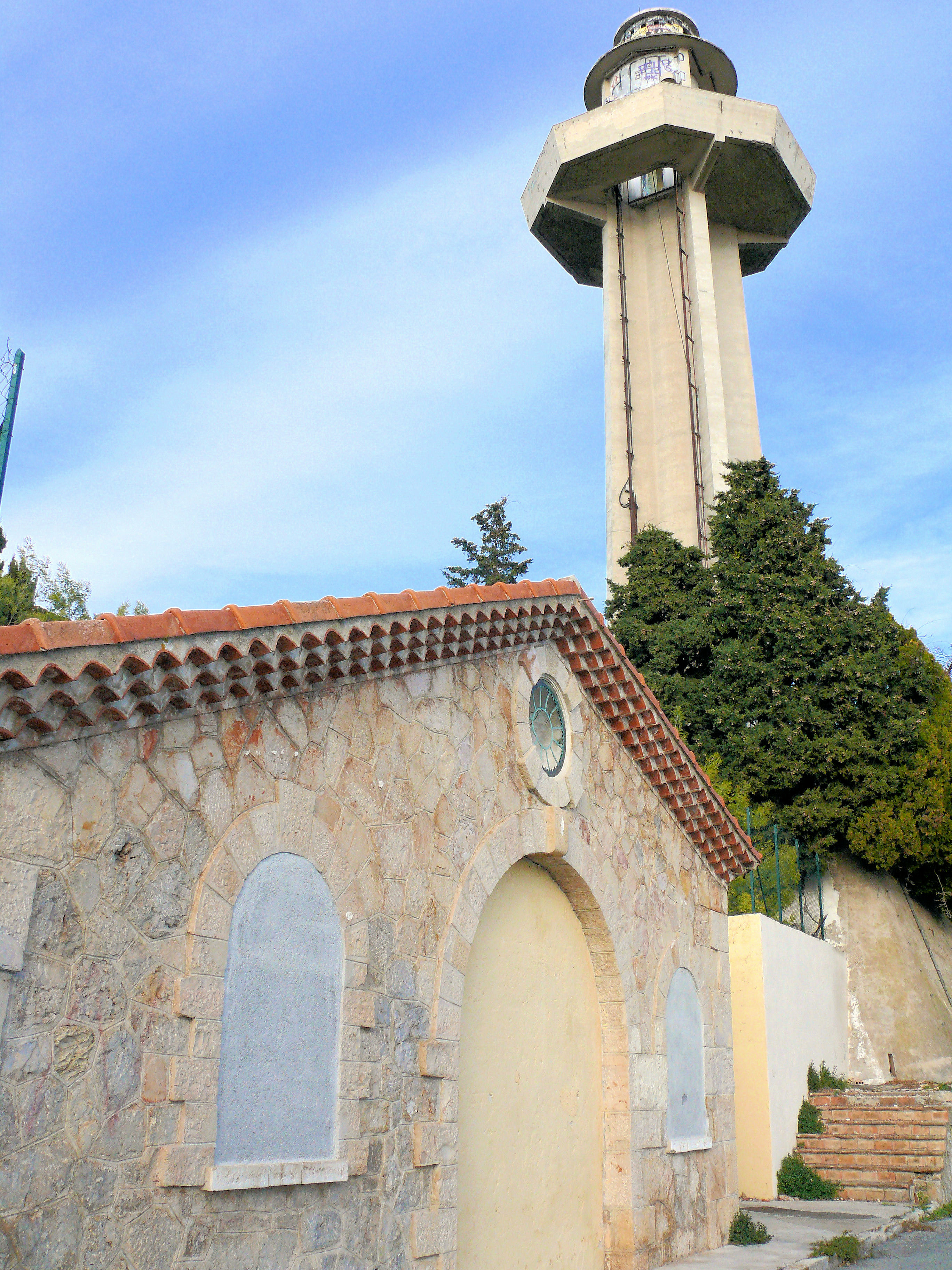
Le pylone de l'observatoire, dominant la gare d'arrivée.